# Лоцца

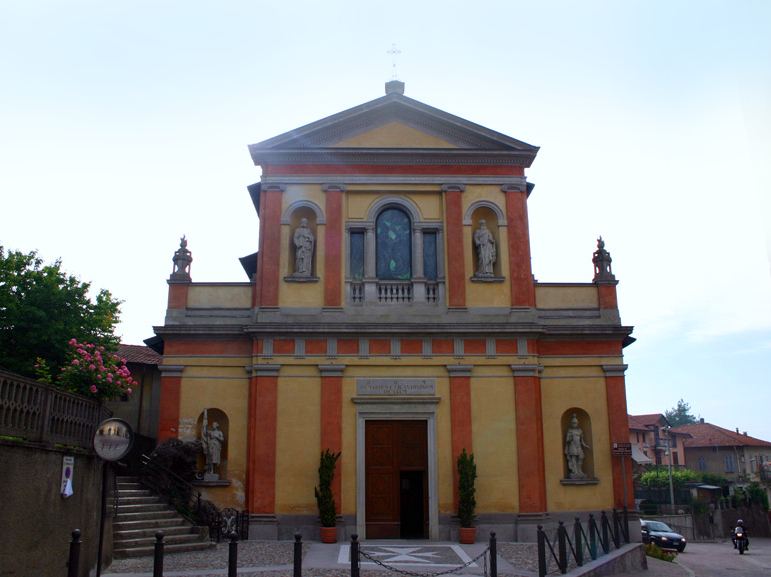

Лоцца (італ. Lozza) — муніципалітет в Італії, у регіоні Ломбардія, провінція Варезе.
Лоцца розташована на відстані близько 530 км на північний захід від Рима, 45 км на північний захід від Мілана, 4 км на південь від Варезе.
Населення — 1265 осіб (2014).

## Демографія
Населення за роками:

Станом на 1 січня 2023 року в муніципалітеті офіційно проживало 36 іноземців з 12 країн, серед них 10 громадян країн Євросоюзу та 3 громадяни України.

## Сусідні муніципалітети
- Кастільйоне-Олона
- Гаццада-Ск'янно
- Мальнате
- Мораццоне
- Варезе
- Ведано-Олона